# William James Cohen Stuart

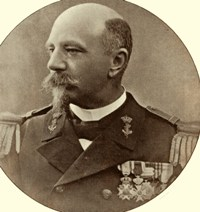
William James Cohen Stuart

William James Cohen Stuart (* 4. März 1857 in Den Haag; † 2. Juni 1935 ebenda) war ein niederländischer Seeoffizier der Koninklijke Marine und parteiloser Politiker, der zwischen 1905 und 1907 Marineminister im Kabinett De Meester war.

## Leben
William James Cohen Stuart, Sohn des Kolonialbeamten und Politikers James Abraham Theodore Cohen Stuart (1818–1883), absolvierte eine Ausbildung zum Seeoffizier und nahm am Aceh-Krieg (1873–1904) teil. Er fand zahlreiche Verwendungen in der Königlichen Marine und war unter anderem Kommandant mehrerer Schiffe. Ferner war er zwischen dem 1. April und dem 1. September 1899 Mitglied der Kommunalen Aufsichtsbehörde für das Sekundarschulwesen. Er wurde am 16. August 1900 zum Fregattenkapitän (Kapitein-luitenant-ter-zee) sowie am 10. Mai 1905 zum Kapitän zur See (Kapitein-ter-zee) befördert. 
Am 17. August 1905 wurde er als Marineminister (Minister van Marine) in das Kabinett De Meester berufen und bekleidete dieses Amt bis zu seinem Rücktritt am 17. Juli 1907, woraufhin Vizeadmiral Jan Wentholt am 5. August 1907 seine Nachfolge antrat. Als Marineminister hatte er 1906 die Entscheidung getroffen, ein erstes U-Boot für die Marine anzuschaffen, was ein Jahr zuvor auf einer privaten Werft gebaut worden war. Wie viele Marineminister sah er sich mit Einwänden gegen seine Neubaupläne konfrontiert. Sowohl darin als auch in seinen Vorschlägen zum Marine Corps verfolgte er eine ziemlich unstetige Politik. Im Dezember 1906 gelang es ihm, einen Haushaltsbeschluss über den Bau eines gepanzerten Schiffes zu „retten“, indem er einem Vorschlag von Syb Talma zustimmte, das Schiff nicht für europäische, sondern für indische Dienste zu verwenden. Am 17. Juli 1907 trat er als Minister zurück, nachdem ein neues Gesetz über Kürzungen im Marineinfanteriekorps in der Zweiten Kammer der Generalstaaten kritisch aufgenommen worden war. Anders als im Oktober 1906 entschied er sich nun für die Abschaffung des Korps, indem er die Rekrutierung einstellte.
Danach kehrte Cohen Stuart für einige Zeit zur Marine zurück und war zuletzt vom 17. August 1908 bis November 1909 Kommandant des Geschützten Kreuzers Hr. Ms. Friesland. Am 16. November 1909 schied er aus dem aktiven Militärdienst und trat in den Ruhestand. Im Anschluss engagierte er sich als Ehrenmitglied im Verband der Offiziere und ehemaligen Offiziere Onderdeel Bijstand sowie im Seemannsfonds (Zeemansfonds). Am 7. Januar 1911 gehörte er zu den Mitgründern der Niederländischen Pfadfinderorganisation NPO (Nederlandsche Padvinders Organisatie). Er verstarb an einem Herzinfarkt, den er in einer Straßenbahn auf dem Weg zu seinem Sohn erlitten hatte.